# 한국자동차산업협동조합
한국자동차산업협동조합은 자동차 부품을 제조하는 업체들이 모여서 결성된 조합이다. 지부는 서울특별시 서초구 서초대로 62길 9-22번지 자동차산업회관에 위치하고 있다.

## 설명
한국자동차산업협동조합은 자동차의 부품을 만드는 업체끼리 모여서 보다 나은 자동차의 품질을 만드는데 협력하는 역할을 하는 단체이다. 정식적인 출범일은 1962년 4월 7일이다. 현재 많은 자동차 부품 회사들이 이조합에 가입되어 있으며 많은 자동차 부품 회사들을 거느리고 있다. 한국자동차산업협동조합은 정기총회를 열기도 하는데 정기총회에서는 자동차 부품 기업의 대표끼리 앞으로 자동차를 만드는 방향에 대해 토론을 나누기도 한다.

## 같이 보기
- 자동차
- 단체